# Novocrania reevei
Novocrania reevei är en armfotingsart som först beskrevs av Reeve 1862.  Novocrania reevei ingår i släktet Novocrania och familjen Craniidae. Inga underarter finns listade i Catalogue of Life.